# Rheinniederung Nonnenweier - Kehl
Rheinniederung Nonnenweier - Kehl este o arie protejată (sit de importanță comunitară — SCI, arie de protecție specială avifaunistică — SPA) din Germania întinsă pe o suprafață de 3.900,76 ha, integral pe uscat.

## Localizare
Centrul sitului Rheinniederung Nonnenweier - Kehl este situat la coordonatele 48°27′02″N 7°46′34″E / 48.4506°N 7.7761°E.

## Înființare
Situl Rheinniederung Nonnenweier - Kehl a fost declarat arie de protecție specială avifaunistică în martie 2001 pentru a proteja 31 de specii de animale. Situl a fost protejat și ca sit de importanță comunitară în martie 2001.

## Biodiversitate
Situată în ecoregiunea continentală, aria protejată nu include niciun habitat protejat.
La baza desemnării sitului se află mai multe specii protejate de  păsări (31): lăcar mare (Acrocephalus arundinaceus), pescăruș albastru (Alcedo atthis), rață lingurar (Anas clypeata), rață mică (Anas crecca crecca), rață fluierătoare (Anas penelope), Anas platyrhynchos platyrhynchos, Anas strepera strepera, rață-cu-cap-castaniu (Aythya ferina), rața moțată (Aythya fuligula), buhai de baltă (Botaurus stellaris stellaris), Bucephala clangula, erete de stuf (Circus aeruginosus), porumbel de scorbură (Columba oenas), ciocănitoarea de stejar (Dendrocopos medius), ciocănitoare neagră (Dryocopus martius), egretă albă (Egretta alba), șoimul rândunelelor (Falco subbuteo), Fulica atra atra, codalb (Haliaeetus albicilla), sfrâncioc roșiatic (Lanius collurio), pescăruș-cu-cap-negru (Larus melanocephalus), ferestraș mic (Mergus albellus), gaia neagră (Milvus migrans), viespar (Pernis apivorus), cormoran mare (Phalacrocorax carbo carbo), ciocănitoare verzuie (Picus canus), Podiceps cristatus cristatus, Rallus aquaticus aquaticus, pițigoi-pungar (Remiz pendulinus), chiră de baltă (Sterna hirundo), Tachybaptus ruficollis ruficollis.